# Belmira de Almeida
Belmira de Almeida (Lisboa, 31 de diciembre de 1895 -  2 de diciembre de 1974) fue una actriz portuguesa-brasileña. 
Belmira inició su carrera en el teatro en Portugal en la opereta S.A. El Príncipe Encantado. Se mudó a Brasil, haciendo su estreno en 1910, en el Teatro Carlos Gomes. Tras haber conseguido éxito, decidió quedarse en Brasil.

## Filmografía
| Año  | Película               | Papel      | Notas            |
| ---- | ---------------------- | ---------- | ---------------- |
| 1981 | Memória do Carnaval    | Ella Misma | Documental       |
| 1949 | O Caçula do Barulho    | [ 3 ]      |                  |
| 1943 | Rosas Rubras           |            | Película perdida |
| 1940 | O Simpático Jeremias   | Madalena   |                  |
| 1937 | O Samba da Vida        | Matilde    |                  |
| 1935 | Favela dos Meus Amores |            | Película perdida |
| 1933 | A Voz do Carnaval      | Ella Misma |                  |
| 1925 | Um Senhor de Posição   | Mujer      | Película perdida |
| 1917 | A Viuvinha do Cinema   |            | Película perdida |
| 1917 | Entre Dois Amores      |            | Película perdida |